# Мучкапский район
Мучка́пский райо́н — административно-территориальная единица (район) и муниципальное образование (муниципальный район) на юго-востоке Тамбовской области России.
Административный центр — рабочий посёлок Мучкапский.

## География
Площадь 1181 км², расположен в юго-восточной части Тамбовской области.
На севере район граничит с Инжавинским, на западе — с Уваровским районами Тамбовской области, на юге — с Воронежской, на востоке — с Саратовской областями. Длина границы района составляет 252,8 км.
Наиболее крупные реки, протекающие по территории района, — Ворона, Мокрый Карай , Большая Алабушка и Река Мучкап. Кроме рек, в районе имеется 43 пруда различных размеров. Площадь зеркала этих прудов составляет 536 га. Также на территории района имеются озера , наиболее крупные из них Линево и Лопасо.

## История
Земли современного Мучкапского района в разное время входил в состав различных территорий: были они в Борисоглебском уезде Тамбовской губернии, Борисоглебском уезде Воронежской области, Шапкинском и Мучкапском районе Балашовской области. Старейшие населенные пункты Мучкапского района - Коростелёво (1704) и Шапкино (1707), основанные полковыми казаками и служивыми людьми станичной службы.
Мучкапский район был образован в 1928 году в составе Тамбовского округа Центрально-Чернозёмной области (ЦЧО). С 1934 года — в составе Воронежской области. В 1938 году из состав Мучкапского района выделен Шапкинский район (присоединён обратно в декабре 1956). С февраля 1939 года включён в Тамбовскую область. В 1954—1957 годах входил в Балашовскую область. 30 ноября 1956 года к Мучкапскому району был присоединён Шапкинский район, а 30 октября 1959 года — часть территории упразднённого Шпикуловского района. В 1963 году район был ликвидирован, а в 1965 году — вновь восстановлен в настоящих границах.

## Население
| 2002    | 2009    | 2010    | 2012    | 2013    | 2014    | 2015    | 2016    | 2017    |
| ------- | ------- | ------- | ------- | ------- | ------- | ------- | ------- | ------- |
| 18 257  | ↘16 250 | ↘15 177 | ↘14 814 | ↘14 618 | ↘14 113 | ↘13 868 | ↘13 585 | ↘13 229 |
| 2018    | 2019    | 2020    | 2021    | 2025    |         |         |         |         |
| ↘12 926 | ↘12 534 | ↘12 253 | ↘11 232 | ↘10 443 |         |         |         |         |

### Урбанизация
Городское население (рабочий посёлок Мучкапский) составляет  53,92 % от всего населения района.

### Национальный состав
По итогам переписи населения 2020 года проживали следующие национальности (национальности менее 0,1 % и другое, см. в сноске к строке «Другие»):
| Национальность | Численность, чел. | Доля     |
| -------------- | ----------------- | -------- |
| Русские        | 10 636            | 94,69 %  |
| Армяне         | 118               | 1,05 %   |
| Украинцы       | 46                | 0,41 %   |
| Азербайджанцы  | 31                | 0,28 %   |
| Лезгины        | 31                | 0,28 %   |
| Татары         | 17                | 0,15 %   |
| Цыгане         | 12                | 0,11 %   |
| Молдаване      | 12                | 0,11 %   |
| Другие         | 329               | 2,92 %   |
| Итого          | 11 232            | 100,00 % |

## Административно-муниципальное устройство
Мучкапский район как административно-территориальное образование включает 1 поссовет и 7 сельсоветов.
В Мучкапский район как муниципальное образование со статусом муниципального района входят 8 муниципальных образований, в том числе 1 городское и 7 сельских поселений:
| №        | Муниципальное образование  | Административный центр     | Количество населённых пунктов | Население (чел.) | Площадь (км²) |
| -------- | -------------------------- | -------------------------- | ----------------------------- | ---------------- | ------------- |
| 1e-06    | Городское поселение:       |                            |                               |                  |               |
| 1        | Мучкапский поссовет        | рабочий посёлок Мучкапский | 1                             | ↘5631            | 111,03        |
| 1.000002 | Сельские поселения:        |                            |                               |                  |               |
| 2        | Заполатовский сельсовет    | деревня Андриановка        | 8                             | ↘658             | 107,04        |
| 3        | Краснокустовский сельсовет | посёлок Красный Куст       | 6                             | ↘787             | 218,51        |
| 4        | Кулябовский сельсовет      | село Кулябовка             | 3                             | ↘896             | 114,44        |
| 5        | Сергиевский сельсовет      | село Сергиевка             | 7                             | ↘534             | 138,43        |
| 6        | Троицкий сельсовет         | село Троицкое              | 9                             | ↘356             | 169,76        |
| 7        | Чащинский сельсовет        | село Чащино                | 4                             | ↘916             | 120,62        |
| 8        | Шапкинский сельсовет       | село Шапкино               | 4                             | ↘1136            | 201,16        |

В рамках организации местного самоуправления в 2004 году на территории района были созданы 10 муниципальных образований, в том числе 1 городское поселение (поссовет) и 9 сельских поселений (сельсоветов).
В 2008 году упразднённый Покровский сельсовет включён в Троицкий сельсовет, в 2010 году упразднённый Нижнечуевский сельсовет включён в Краснокустовский сельсовет.

## Населённые пункты
В Мучкапском районе 42 населённых пункта, в том числе 1 городской (рабочий посёлок) и 41 сельский:
| №  | Населённый пункт                     | Тип             | Население | Муниципальное образование  |
| -- | ------------------------------------ | --------------- | --------- | -------------------------- |
| 1  | Александровка                        | деревня         | 0         | Заполатовский сельсовет    |
| 2  | Андреевка                            | деревня         | 50        | Заполатовский сельсовет    |
| 3  | Андриановка                          | деревня         | 497       | Заполатовский сельсовет    |
| 4  | Арбеньевка                           | село            | 167       | Сергиевский сельсовет      |
| 5  | Берёзовка 1-я                        | село            | 310       | Кулябовский сельсовет      |
| 6  | Берёзовка 2-я                        | село            | 60        | Краснокустовский сельсовет |
| 7  | Варваринка 2-я                       | деревня         | 35        | Сергиевский сельсовет      |
| 8  | Варварино                            | село            | 281       | Шапкинский сельсовет       |
| 9  | Владимировка                         | деревня         | 125       | Троицкий сельсовет         |
| 10 | Добринка                             | деревня         | 64        | Краснокустовский сельсовет |
| 11 | Заполатово                           | село            | 200       | Заполатовский сельсовет    |
| 12 | Земетчено                            | посёлок         | 37        | Заполатовский сельсовет    |
| 13 | Калиновка                            | деревня         | 75        | Троицкий сельсовет         |
| 14 | Карай-Васильевка                     | деревня         | 56        | Сергиевский сельсовет      |
| 15 | Коростелёво                          | село            | 322       | Чащинский сельсовет        |
| 16 | Краснояровка                         | село            | 31        | Шапкинский сельсовет       |
| 17 | Красный Куст                         | посёлок         | 632       | Краснокустовский сельсовет |
| 18 | Красовка                             | деревня         | 0         | Сергиевский сельсовет      |
| 19 | Кулябовка                            | село            | 940       | Кулябовский сельсовет      |
| 20 | Лисицыно                             | посёлок         | 25        | Заполатовский сельсовет    |
| 21 | Лихачи                               | деревня         | 6         | Троицкий сельсовет         |
| 22 | Малиновка                            | посёлок         | 52        | Сергиевский сельсовет      |
| 23 | Мучкапский                           | рабочий посёлок | ↘5631     | Мучкапский поссовет        |
| 24 | Нижнее Чуево                         | село            | 328       | Краснокустовский сельсовет |
| 25 | Новосельцы                           | посёлок         | 204       | Заполатовский сельсовет    |
| 26 | Ольшанка                             | деревня         | 18        | Троицкий сельсовет         |
| 27 | Петровское                           | село            | 110       | Краснокустовский сельсовет |
| 28 | Плишкино                             | деревня         | 13        | Заполатовский сельсовет    |
| 29 | Покровка                             | село            | 116       | Троицкий сельсовет         |
| 30 | Прудки                               | село            | 142       | Чащинский сельсовет        |
| 31 | Репище                               | посёлок         | 2         | Троицкий сельсовет         |
| 32 | Родионовка                           | деревня         | 16        | Краснокустовский сельсовет |
| 33 | Савино                               | посёлок         | 4         | Кулябовский сельсовет      |
| 34 | Сергиевка                            | село            | 401       | Сергиевский сельсовет      |
| 35 | Согласие                             | посёлок         | 4         | Чащинский сельсовет        |
| 36 | Степанищево                          | село            | 22        | Шапкинский сельсовет       |
| 37 | Троицкое                             | село            | 304       | Троицкий сельсовет         |
| 38 | Уваровский                           | посёлок         | 33        | Троицкий сельсовет         |
| 39 | Хренояровка                          | деревня         | 0         | Сергиевский сельсовет      |
| 40 | Центральная усадьба совхоза «Победа» | посёлок         | 1         | Троицкий сельсовет         |
| 41 | Чащино                               | село            | 933       | Чащинский сельсовет        |
| 42 | Шапкино                              | село            | 1481      | Шапкинский сельсовет       |

Упразднённые населённые пункты
- 2001 год — поселок Аникино Чащинского сельсовета и деревня Нескучный Карай Сергиевского сельсовета; деревня Родионовские Выселки 1-е включена в состав посёлка Красный Куст[25].
- 2017 год — деревня Викторовка Краснокустовского сельсовета и посёлок ЦИК СССР Заполатовского сельсовета[26].

## Экономика

### Промышленность
В районе имеются предприятия, как частные, так и государственные. Частные промышленные предприятия, особенно малые получили хорошее развитие. В районе функционируют восемнадцать частных предприятий работающих в пищевой промышленности. В основном эти предприятия заняты хлебопечением и переработкой аграрных культур. Основное развитие ведётся по двум отраслям переработка и пищевая отрасли.
В районе работают:
- 4 цеха по выпечке хлебобулочных изделий и хлеба
- 6 цехов по переработке подсолнечника на растительное масло
- 5 мукомольных цехов, где перерабатывают ржаную, пшеничную 1 и высшего сортов муку
- 2 цеха по обработке проса на пшено и гречихи на крупу
- 2 колбасных цеха
- 3 столярных цеха
- 1 молочный цех
- 1 цех по розливу безалкогольных напитков. Мучкапский лимонадный завод.

По подсчётам силами этих цехов обрабатывается четверть выращенного в районе подсолнечника, львиная доля ржи, 1/5 часть пшеницы, выпекают больше полутора тонн хлебобулочных изделий и хлеба.
Основные предприятия которые отчисляют значимую долю налогов в муниципальный бюджет и имеют больше всех рабочих мест это:
- Открытое Акционерное общество «Мучкапский мясокомбинат»;
- Открытое Акционерное общество «Мучкапхлебопродукт»;
- Общество Ограниченной Ответственности «Парус» — производитель жареных семечек «Народная забава».

Наиболее значимые:
- Производственное объединение «Мучкапхлеб»;
- Общество Ограниченной Ответственности «Анна» и «Русь».

Все данные предприятия активно развиваются и могут составить основную экономическую базу района.

### Сельское хозяйство
Основной отраслью производства района является аграрная отрасль. В районе выращивают такие культуры как подсолнечник, сахарную свёклу, пшеницу, в малых количествах также растёт горох, гречиха и просо. Климат района способствует выращиванию этих культур.
В Мучкапском районе распространены сельские поселения, на которых идёт активное развитие животноводства и растениеводства. В данный момент на территории района имеются восемь ООО, восемьдесят восемь фермерских хозяйств, 4 СХПК, а также частные подсобные дворы.
Общая площадь возделываемых земель составляет 81100 гектаров. Основную массу посевных площадей занимают зернобобовые и зерновые культуры, и площади земель под их посадку постоянно увеличивают.
Идёт увеличение площадей под посадку подсолнечника, так как после его обработки полученная продукция приносит больше прибыли. Так с 2002 года было увеличено посевных площадей под подсолнечник на 18 %.
Также проявляется повышенный интерес по отношению к сахарной свёкле. Каждый год увеличивается посевная площадь под эту культуру, хотя процент её посевных площадей остаётся маленьким, всего 5 %.
В последнее время стабилизируется продукция животноводства, по большей мере за счёт увеличения поголовья мясных пород скота. Вообще животноводство возрождается только на одном предприятии это Общество Ограниченной Ответственности «Мучкап-Нива». На этом предприятии увеличивают поголовье свиней, было куплено племенное поголовье хряков и свиноматок. Была сделана полная реконструкция всех свинарников. Разработали программу развития предприятия на ближайшее время, а также открыли ферму, где разводят овец. В животноводстве главную роль играют частные хозяйства, они дают 93 % мяса крупного рогатого скота, 95 % молока и почти 97 % свинины.
В данный момент довольно активно ведётся программа по кредитованию людей работающих в аграрной промышленности. Данные методы позволяют частным лицам увеличивать объёмы производимой продукции. Больше всего продукции на рынок поставляет население, примерно половина от всего валового производства продукции сельского хозяйства района. Сельскохозяйственными предприятиями поставляется на рынок треть продукции, фермерские хозяйства производят всего 16,5 % продукции.

## Транспорт
Через район проходит железнодорожная магистраль, имеется железнодорожная станция.

## Социальная сфера
Действуют 23 общеобразовательные школы, а также музыкальная, детская и юношеская спортивная школы, 27 клубных учреждений, 22 библиотеки и стадион.

## Известные и почётные граждане Мучкапского района
- Андрианов Юрий Михайлович —  (1950 - 2021) первый заместитель губернатора Тульской области, председатель правительства Тульской области.
- Безгин, Геннадий Сергеевич - (1938) партийный, хозяйственный деятель, в 1973–1984 1-й секретарь Мучкапского райкома КПСС, Почётный гражданин Мучкапского района.
- Барсуков (Кума́рин), Владимир Сергеевич (1956) — бизнесмен, лидер Тамбовской ОПГ.
- Глотов, Георгий Фёдорович — (1903 - 1990) доктор технических наук, профессор, автор многих книг по геодезии.
- Горелов Валерий Васильевич — профессор, ректор научно-исследовательского института целлюлозно-бумажной промышленности г. Перми, кандидат технических наук.
- Капичников Иван Васильевич — председатель Домодедовского городского суда, заслуженный юрист России.
- Кащеев, Александр Михайлович — генерал-лейтенант, заместитель Главнокомандующего Сухопутными войсками по тылу.
- Кузин, Михаил Ильич — академик Академии медицинских наук, главный хирург России.
- Ледовских, Анатолий Алексеевич — руководитель Федерального агентства по недропользованию.
- Масликов, Николай Александрович — генерал-майор, заместитель Главнокомандующего Воздушно-десантными войсками по тылу.
- Найденов Виктор Васильевич - (1931—1987) — советский государственный деятель, работник органов прокуратуры и судебной системы. 1977—1981 — заместитель Генерального прокурора СССР.
- Новгородов, Сергей Васильевич (07.07.1916, деревня Лихачи  — 10.10.1988) —  кавалер ордена Славы трёх степеней[27]
- Попов Николай Васильевич — полный кавалер Ордена Славы, командир 76-мм орудия 43-го отдельного гвардейского истребительно-противотанкового дивизиона 39-й гв. сд.[28]
- Трубачёв, Михаил Григорьевич (07.01.1920, рабочий посёлок Мучкапский - 08.01.2011, Сочи) —кавалер ордена Славы трёх степеней[29].
- Трубников, Петр Яковлевич - (1920 - 2000) - советский и российский юрист, специалист в области гражданского процессуального права, Доктор юридических наук, профессор, Заслуженный юрист РСФСР.
- Трубников, Виктор Филиппович — (1924 - 1995) профессор, доктор медицинских наук, заведующий кафедрой ортопедии, травматологии и военно-полевой хирургии Харьковского мединститута, член правления Всесоюзного общества травматологов-ортопедов.
- Шепелев, Илья Иванович - (1919—1993) — метростроевец, Герой Социалистического Труда.